# Horacio Maldonado
Horacio Maldonado  (Buenos Aires, Argentina, 10 de novembre de 1963) és un director de cinema, productor i guionista de cinema; entre els thrillers que va escriure i va dirigir es troben El desvío, Héroes y demonios i Solo un ángel; y entre sus producciones figuran Una cita, una fiesta y un gato negro y el thriller de acción Rouge amargo.

## Carrera
El 1988 es va llicenciar en direcció cinematogràfica de l’IDAC (Instituto de Arte Cinematográfico) en 1988.
Va dirigir la seva opera prima Alguien te está mirando el 1988, amb 23 anys, pel·lícula de terror codirigida amb Gustavo Cova. Entre 1990 i 1992 va continuar estudis de cinematografia a l’UCLA (Universitat de Los Ángeles, Califòrnia).
Va encapçalar les lluites i reivindicacions pels drets d’autor a cinema i televisió a l’Argentina. El 2005 fou elegit per primer cop secretari general de DAC (Directores Argentinos Cinematográficos - Asociación General de Directores Cinematográficos y Audiovisuales de la Argentina). El 2008 fou editor general del lloc DirectoresAv. Des de l'any 2012 és Membre del Comitè Executiu del Consell Internacional de Creadors de la CISAC (Confederació Internacional de Societats d'Autors i Intèrprets).
Al novembre de 2017 va ser elegit President l'Organització Mundial Writers & Directors Worldwide (W&DW), Consell Internacional de Creadors de la Confederació Internacional de Societats d'Autors i Compositors  (CISAC), en el qual exercirà aquest càrrec pel terme de dos anys (2017-2019).

## Filmografia
Director
- Alguien te está mirando (1988)
- El desvío (1998)
- Héroes y demonios (1999)
- Solo un ángel (2005)

Productor
- Alguien te está mirando (1988)
- S.O.S. Gulubú (1994)
- Más allá del límite (1995)
- El desvío (1998)
- Héroes y demonios (1999)
- Solo un ángel (2005)
- Dos amigos y un ladrón (2007)
- Una cita, una fiesta y un gato negro (2011)
- Rouge amargo (2012)

Guionista
- Alguien te está mirando (1988)
- El desvío (1998)
- Héroes y demonios (1999)
- Solo un ángel (2005)
- Dos amigos y un ladrón (2007)
- Una cita, una fiesta y un gato negro (2011)
- Rouge amargo (2012)

## Televisió
- Miedo satánico (1992)